# Šašel
Šašel je priimek več znanih Slovencev:
- An(ic)a Šašel (r. Jalen) (1921—2001), klasična filologinja, bibliotekarka
- Darja Koter (r. Šašel) (*1959), muzikologinja, strok. za glasbilarstvo
- Jakob Šašel (1862—1911), rimskokatoliški duhovnik in pisatelj
- Jakob Šašel (1832—1903), puškar, graver in slikar
- Janko Šašel (1868—1926), rimskokatoliški duhovnik, politik in slikar
- Jaroslav Šašel (1924—1988), arheolog in filolog, izr. član SAZU
- Josip Šašel (1883—1961), narodopisec in kukturnoprosvetni delavec
- Marjeta Šašel Kos (*1952), arheologinja in klasična filologinja
- Monika Kropej Telban (r. Šašel) (*1956), etnologinja